# Trigny
Trigny és un municipi francès, situat al departament del Marne i a la regió del Gran Est. L'any 2007 tenia 544 habitants.

## Demografia

### Població
El 2007 la població de fet de Trigny era de 544 persones. Hi havia 222 famílies, de les quals 56 eren unipersonals (24 homes vivint sols i 32 dones vivint soles), 69 parelles sense fills, 89 parelles amb fills i 8 famílies monoparentals amb fills.
La població ha evolucionat segons el següent gràfic:
Habitants censats

### Habitatges
El 2007 hi havia 239 habitatges, 219 eren l'habitatge principal de la família, 9 eren segones residències i 11 estaven desocupats. 234 eren cases i 1 era un apartament. Dels 219 habitatges principals, 189 estaven ocupats pels seus propietaris, 22 estaven llogats i ocupats pels llogaters i 8 estaven cedits a títol gratuït; 1 tenia una cambra, 3 en tenien dues, 16 en tenien tres, 30 en tenien quatre i 168 en tenien cinc o més. 170 habitatges disposaven pel capbaix d'una plaça de pàrquing. A 85 habitatges hi havia un automòbil i a 118 n'hi havia dos o més.

### Piràmide de població
La piràmide de població per edats i sexe el 2009 era:
| Homes | Edats   | Dones |
| ----- | ------- | ----- |
| 0     | 95 o +  | 0     |
| 0     | 90 a 94 | 0     |
| 4     | 85 a 89 | 0     |
| 4     | 80 a 84 | 4     |
| 8     | 75 a 79 | 20    |
| 4     | 70 a 74 | 8     |
| 16    | 65 a 69 | 16    |
| 16    | 60 a 64 | 8     |
| 8     | 55 a 59 | 8     |
| 24    | 50 a 54 | 36    |
| 24    | 45 a 49 | 12    |
| 28    | 40 a 44 | 32    |
| 8     | 35 a 39 | 12    |
| 20    | 30 a 34 | 20    |
| 8     | 25 a 29 | 12    |
| 20    | 20 a 24 | 8     |
| 20    | 15 a 19 | 12    |
| 0     | 10 a 14 | 20    |
| 24    | 5 a 9   | 16    |
| 20    | 0 a 4   | 12    |

## Economia
El 2007 la població en edat de treballar era de 353 persones, 277 eren actives i 76 eren inactives. De les 277 persones actives 256 estaven ocupades (131 homes i 125 dones) i 21 estaven aturades (14 homes i 7 dones). De les 76 persones inactives 26 estaven jubilades, 29 estaven estudiant i 21 estaven classificades com a «altres inactius».

### Ingressos
El 2009 a Trigny hi havia 217 unitats fiscals que integraven 547,5 persones, la mediana anual d'ingressos fiscals per persona era de 24.776 €.

### Activitats econòmiques
Dels 17 establiments que hi havia el 2007, 2 eren d'empreses alimentàries, 4 d'empreses de construcció, 2 d'empreses de comerç i reparació d'automòbils, 1 d'una empresa d'hostatgeria i restauració, 1 d'una empresa d'informació i comunicació, 2 d'empreses immobiliàries, 3 d'empreses de serveis, 1 d'una entitat de l'administració pública i 1 d'una empresa classificada com a «altres activitats de serveis».
Dels 6 establiments de servei als particulars que hi havia el 2009, 1 era un taller de reparació d'automòbils i de material agrícola, 2 paletes, 1 fusteria, 1 electricista i 1 saló de bellesa.
L'únic establiment comercial que hi havia el 2009 era una fleca.
L'any 2000 a Trigny hi havia 66 explotacions agrícoles que ocupaven un total de 266 hectàrees.

## Equipaments sanitaris i escolars
El 2009 hi havia una escola maternal.

## Poblacions més properes
El següent diagrama mostra les poblacions més properes.